# Retinitis pigmentosa
Retinitis pigmentosa er fællesbetegnelsen for en række arvelige sygdomme i øjets nethinde, som har det til fælles, at nethindens fotoreceptorer langsomt går til grunde på grund af en eller flere genetiske defekter i cellernes stofskifte. De første symptomer er natteblindhed. Derefter følger synsfeltindskrænkning, som gradvist flytter fra synsfeltets yderområder ind mod centrum af synsfeltet. Sygdommen giver i de værste tilfælde anledning til kikkertsynsfelt og blindhed. Mange tilfælde er lettere og debuterer først i voksenalderen.